# Ropica nicobarica
Ropica nicobarica là một loài bọ cánh cứng trong họ Cerambycidae.